# Lamine Diack
Lamine Diack (7. června 1933 Dakar – 3. prosince 2021) byl senegalský sportovní funkcionář, bývalý prezident Mezinárodní asociace atletických federací (IAAF). Nejprve, v roce 1999 se funkce ujal po smrti tehdejšího prezidenta Prima Nebiola (kongres jej potvrdil o dva roky později ve funkci), v roce 2003 a 2007 byl zvolen v řádných volbách. Vrcholné funkci ve vedení světové atletiky však samozřejmě předcházela dlouhá sportovně-diplomatická kariéra: už v roce 1976 byl Lamine Diack na kongresu IAAF v Montrealu zvolen za jednoho ze čtyř místopředsedů tehdejší Mezinárodní atletické amatérské federace. Během jeho funkčního období došlo k vypuštění slova „amatérský“ z názvu IAAF, a tím k přejmenování federace: iniciální písmena v názvu organizace však zůstala zachována a tím pádem zůstala zachována i zaužívaná zkratka IAAF. Své působení v nejvyšší funkci světové atletiky ukončil v roce 2015 a prezidentství od něj převzal jeden z dosavadní místopředsedů IAAF Sebastian Coe, který byl do funkce prezidenta zvolen v srpnu 2015 na kongresu IAAF v Pekingu.

## Doping a podezření z korupce
V listopadu 2015 mu Mezinárodní olympijský výbor pozastavil čestné členství v souvislosti s dopingovým skandálem v ruské atletice.
Francouzské úřady zahájily vyšetřování Diacka pro podezření z braní úplatků za krytí dopingových případů ruských atletů.
Lamine Diack byl ve svém mládí aktivním atletem a na konci padesátých let dvacátého století byl dokonce jedním z nejlepších afrických skokanů do dálky. Výkonem 7,63 metru figuroval na prvním místě afrických tabulek sezóny 1958. Na olympijských hrách však nikdy nestartoval.
18. června 2020 skončilo soudní řízení s Lamine Diack, bývalým šéfem Mezinárodní atletické federace (IAAF) a pěti dalšími lidmi, včetně jeho syna Papa Massata Diack. Obrana Lamine Diack požadovala shovívavost soudu, zejména s odkazem na věk (87 let) Lamine Diack. Rozsudek o tomto případu korupce na pozadí ruského dopingu bude vynesen 16. září 2020. 
16. září 2020 byl Lamine Diack odsouzen ke čtyřem letům vězení, z nichž dva byly uzavřeny, za účast v korupční síti, která měla skrývat dopingové případy v Rusku. Lamine Diack byl usvědčen z aktivního a pasivního podplácení a porušení důvěry a byl odsouzen k pokutě až do výše 500 000 eur. Právníci Lamine Diack okamžitě oznámili, že se odvolává.

## Vyznamenání
- důstojník Řádu uznání – Středoafrická republika, 2005
- medaile Řádu Nilu – Egypt
- rytíř Řádu čestné legie – Francie
- velkodůstojík Řádu rovníkové hvězdy – Gabon
- velkokříž Řádu Bernarda O'Higginse – Chile
- komtur Řádu dobré naděje – Jihoafrická republika
- důstojník Záslužného řádu Maďarské republiky – Maďarsko
- komtur Národního řádu lva – Senegal